# هیروکو میتا
هیروکو میتا (انگلیسی: Hiroko Mita؛ زادهٔ ۲۷ ژانویه ۱۹۶۶) یک هنرپیشه اهل ژاپن است.